# What I Like
What I Like è il primo singolo estratto da Human Zoo, il sesto album in studio della rock band svizzera Gotthard. È stato pubblicato nel gennaio del 2003, circa un mese prima dell'uscita dell'album.

## Tracce
CD-Maxi Ariola 82876-50219-2
1. What I Like – 4:31 (Steve Lee, Mandy Meyer, Marc Tanner)
2. Let Me Be Me – 3:59 (Lee, Leo Leoni)

## Classifiche
| Classifica (2003) | Posizione massima |
| ----------------- | ----------------- |
| Svizzera          | 18                |